# Garínoain
Garínoain est une municipalité de la communauté forale de Navarre, dans le Nord de l'Espagne.
Elle est située dans la zone linguistique mixte de la province, dans la vallée de l'Orba et à 26 km de sa capitale, Pampelune. Le secrétaire de mairie est aussi celui de Orísoain et Unzué.

## Étymologie
Garinoaindarra, applicable aussi bien au masculin qu'au féminin, a pour origine la langue basque (l'euskara) (actuellement éteinte dans cette zone). En appliquant le suffixe tar ou dar au mot original.

## Localités limitrophes
À partir du nord et dans le sens des aiguilles d'une montre, Barásoain, Olóriz, Orísoain, Leoz, Pueyo et Artajona.

## Démographie
| 1897 | 1900 | 1930 | 1940 | 1950 | 1960 | 1970 | 1975 | 1981 | 1991 | 1999 | 2004 |
| ---- | ---- | ---- | ---- | ---- | ---- | ---- | ---- | ---- | ---- | ---- | ---- |
| 352  | 387  | 414  | 399  | 395  | 377  | 328  | 342  | 311  | 293  | 331  | 443  |

| Évolution démographique                                   | Évolution démographique | Évolution démographique | Évolution démographique | Évolution démographique | Évolution démographique | Évolution démographique | Évolution démographique | Évolution démographique | Évolution démographique | Évolution démographique |
| 1996                                                      | 1998                    | 1999                    | 2000                    | 2001                    | 2002                    | 2003                    | 2004                    | 2005                    | 2006                    | 2007                    |
| --------------------------------------------------------- | ----------------------- | ----------------------- | ----------------------- | ----------------------- | ----------------------- | ----------------------- | ----------------------- | ----------------------- | ----------------------- | ----------------------- |
| 299                                                       | 331                     | 331                     | 356                     | 374                     | 396                     | 423                     | 443                     | 464                     | 480                     | 478                     |
| Sources: Garínoain et instituto de estadística de navarra |                         |                         |                         |                         |                         |                         |                         |                         |                         |                         |

### Sources
- (es) Cet article est partiellement ou en totalité issu de l’article de Wikipédia en espagnol intitulé « Garínoain » (voir la liste des auteurs).